# Sucy-en-Brie

Sucy-en-Brie en la Petite Couronne.

 Sucy-en-Brie  es una comuna y población de Francia, en la región de Isla de Francia, departamento de Valle del Marne, en el distrito de Créteil. La comuna conforma por sí sola el cantón homónimo.
Su población en el censo de 1999 era de 26 070 habitantes.
Está integrada en la Communauté d'agglomération du Haut Val-de-Marne.

## Demografía
| 1 063 | 1 107 | 1 117 | 1 176 | 1 175 | 1 191 | 1 204 | 1 136 | 1 155 | 1 286 | 1 327 | 1 072 | 1 130 | 1 368 | 1 228 | 1 229 | 1 450 | 1 531 | 1 736 | 2 091 | 2 573 | 4 643 | 6 113 | 6 883 | 6 825 | 8 570 | 13 258 | 17 206 | 21 984 | 23 379 | 25 839 | 24 812 | 26 070 |
| Para los censos de 1962 a 1999 la población legal corresponde a la población sin duplicidades (Fuente: INSEE [Consultar]) |       |       |       |       |       |       |       |       |       |       |       |       |       |       |       |       |       |       |       |       |       |       |       |       |       |        |        |        |        |        |        |        |

## Ciudades hermanadas
- Trujillo, Perú[8][9]